# Gaspard Théodore Mollien
Pour les articles homonymes, voir Mollien.
Gaspard Théodore Mollien, né le 29 août 1796 à Paris et décédé le 28 juin 1872 à Nice, est un explorateur et un diplomate français. Il est l'un des rares rescapés de la Méduse. Il est d'abord explorateur en Afrique de l'Ouest, en particulier au Sénégal, avant de partir pour la Grande Colombie (ce qui correspond à la Colombie, Venezuela, Équateur, Panama d'aujourd'hui) puis à Haïti et Cuba.

## Biographie
Issu d'une famille originaire de Calais, Gaspard Théodore Mollien est le fils d'Antoine Érard Mollien, « employé aux relations extérieures », et de Marie Élisabeth Moynat, mariés en la paroisse de Saint-Louis-en-l'Isle le 4 mars 1783.

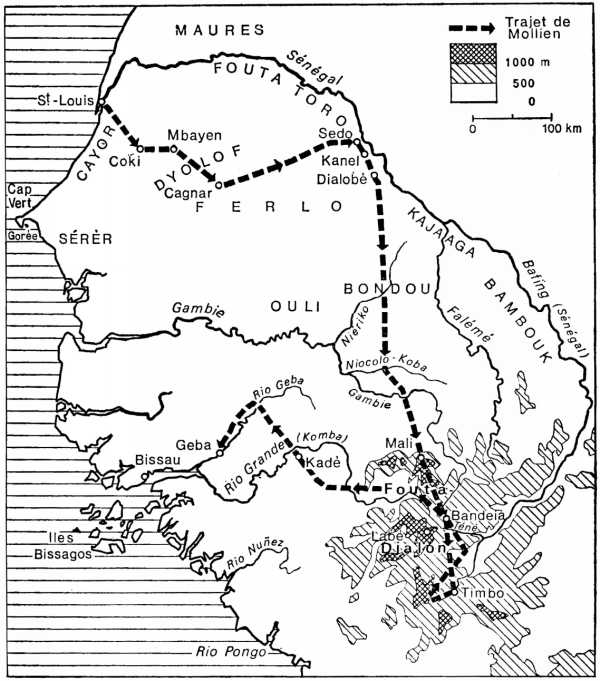
Carte du tracé de son voyage

Dès son enfance, Mollien se passionne pour les aventures de Robinson Crusoé.

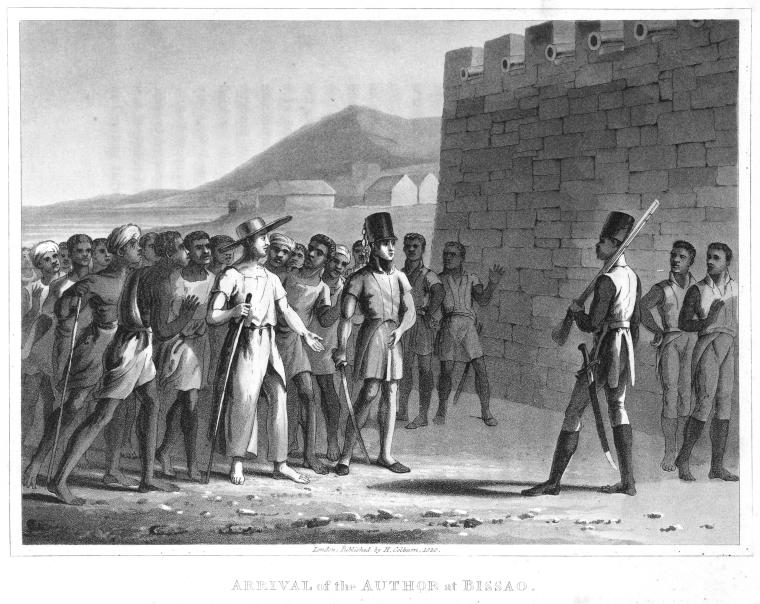
Arrivée de Mollien à Bissao (1818)

Après être entré dans la Marine en 1814 en qualité de commis, il s'embarque sur la frégate La Méduse le 17 juin 1816 pour le Sénégal. Lors de cette traversée, le bateau fait naufrage. Des marins construisent à la hâte un radeau dont le périple sera immortalisé par le tableau de Théodore Géricault.  Mollien est l'un des rares rescapés. Son récit de la catastrophe sera publié en 1889. Echoué sur l'île de Gorée, il y apprend les langues africaines.
En 1817, il explore la presqu'île du Cap-Vert, remonte le fleuve Sénégal et rencontre les Peuls. Il y retourne en 1818, chargé par le gouverneur de la colonie d'aller reconnaitre les sources du Sénégal, de la Gambie et du Niger, lors d'un périple d'un an. Son retour en France est triomphal et il reçoit la Croix de la Légion d'honneur en 1819.
Chargé de mission pour l'administration française, Mollien entame un nouveau séjour en Colombie, de 1822 à 1823, puis en Haïti de 1824 à 1831, en tant que Consul, puis Consul général à Port-au-Prince. Enfin, de 1831 à 1848, il exerce comme Consul général à la Havane (Cuba).

## Publications
- Voyage dans l'intérieur de l'Afrique, aux sources du Sénégal et de la Gambie, fait en 1818, par ordre du gouvernement français, Paris, Impr. de la veuve Courcier, 1820, 2 vol. in-8°. — Contient aussi : Observations géographiques sur les découvertes en Afrique antérieures à celles de M. Mollien, sur celles qu’il a faites, et sur la carte jointe à sa relation, par Jean-Baptiste Benoît Eyriès. — Plusieurs rééd., dont : 
  - Même titre, Paris, Ed. Arthus-Bertrand, 1822, 2 vol. in-8° (lire en ligne [PDF]) ;
  - Découverte des sources du Sénégal et de la Gambie en 1818 : précédée d’un récit inédit du naufrage de La Méduse  (notice sur l’aut. par Louis Ravaisson-Mollien), Paris, Éd. C. Delagrave, coll. « Voyage dans tous les mondes », 1889, 317 p., in-12 (lire en ligne [PDF]) ;
  - L’Afrique occidentale en 1818, vue par un explorateur français, Gaspard Théodore Mollien  (présentation Hubert Deschamps), Paris, Éd. Calmann-Lévy, coll. « Temps et continents », 1967, 301 p., in-8° ;
  - Voyage dans l’intérieur de l’Afrique, aux sources du Sénégal et de la Gambie, fait en 1818  (présentation Roger Little), Paris, Éd. L’Harmattan, coll. « Autrement mêmes », 2007, XXVIII-283 p., in-8° (ISBN 978-2-296-04570-5). — Bibliogr., glossaire.
- Voyage dans la République de Colombia en 1823, Paris, Éd. Arthus-Bertrand, 1824, 2 vol. in-8°. — Tome 1 [lire en ligne], tome 2 [lire en ligne]. — Rééd. en 1825 (Paris, même éd.).
- Promenades autour du monde, ou Extraits des voyages de MM. Caillé, Mollien, Durville, Delaplace…  (éd. par M. J. O. D. Joseph-Jacques Odolant-Desnos), Paris, Éd. Lavigne, coll. « Nouvelle bibliothèque morale, instructive et amusante à l’usage de la jeunesse », 1834, 238 p., in-12.
- Iñigo Abbad y Lasierra (trad. Gaspard Théodore Mollien, préf. Albert-André Genel), Porto Rico, 1493-1778 : histoire géographique, civile et naturelle de l’île, Paris, Éd. L’Harmattan, coll. « Horizons Amériques latines », 1989, 213 p., in-8° (ISBN 2-7384-0572-X, lire en ligne).
- Histoire et mœurs d’Haïti  (éd. établie et présentée par Francis Arzalier), t. 1 : De Christophe Colomb à la révolte des esclaves, 1492-1802, Paris, Éd. Le Serpent de mer, coll. « Serpentin » (no 2), 2001, 167 p., in-12 (ISBN 2-913490-06-9). — Trois autres vol. devaient suivre celui-ci (tome 2 : La Guerre d’indépendance ; tome 3 : L’Épopée du roi Christophe ; tome 4 : Mœurs d’Haïti) ; ils semblent n’avoir jamais paru. Les deux publications suivantes se substituent à cette édition inachevée :
- Haïti ou Saint-Domingue  (présentation Francis Arzalier ; collab. David Alliot et Roger Little), Paris, Éd. L’Harmattan, coll. « Autrement mêmes », 2006, 236 p., 2 vol. in-8° (ISBN 2-296-01076-8 et 2-296-01077-6, lire en ligne). — Première éd. aboutie de ce texte, dont le manuscrit a servi de base au travail suivant : André-Marcel d’Ans, « Essai de socio-linguistique historique à partir d’un témoignage inédit sur l’emploi des langues, notamment africaines, en Haïti au cours de la guerre de libération et des premières années de l’Indépendance », Études créoles, Aix-en-Provence, Comité international des études créoles, vol. 19, no 1,‎ 1996, p. 110-122 (ISSN 0708-2398).
- Mœurs d’Haïti : précédé du Naufrage de La Méduse  (présentation Francis Arzalier ; collab. David Alliot et Roger Little), Paris, Éd. L’Harmattan, coll. « Autrement mêmes », 2006, XLI-162 p., in-8° (ISBN 2-296-01584-0). — Bibliogr. Le récit du naufrage de La Méduse a été publié pour la première fois en 1889, dans : Découverte des sources du Sénégal et de la Gambie (du même aut.), Éd. C. Delagrave (voir plus haut).